# 柳洋
柳洋，河东解县人，南北朝时西梁官员。
柳洋祖父柳惔，官至尚书左仆射。父亲柳昭（柳昞），官至中书侍郎。柳洋年轻时有文学才能，以礼仪态法度自我约束，与王湜都以风范方正为当时所推重。萧岿任用大臣，将相有華皎、殷亮、刘忠义，宗室则萧欣、萧翼，民望有萧确、谢温、柳洋、王湜、徐岳，外戚有王㳬、王诵、殷琏，文章有刘孝胜、范迪、沈君游、沈君公、柳信言，政事有袁敞、柳庄、蔡延寿、甄诩、皇甫兹。柳洋在西梁官至吏部尚书，出任为上黄郡守。隋朝废梁国，柳洋以上黄郡归隋，授开府仪同三司。不久后去世。